# Boundary Pass
Die Boundary Pass ist eine nur rund 23 Kilometer lange und etwa 10 Kilometer breite Wasserstraße des Pazifischen Ozeans im südwestlichen Teil British Columbias, welche die südlichen Gulf Islands und die San Juan Islands trennt. Der Verlauf der Straße bildet hier die Grenze zwischen Kanada und den Vereinigten Staaten.
Gleichzeitig ist dieser Schifffahrtsweg einer der am stärksten frequentierten an der nordamerikanischen Westküste, da er die Hauptzufahrtsroute zum Hafen von Vancouver und in die Straße von Georgia bildet.

## Definition
Der USGS definiert den Verlauf beziehungsweise die Grenzen der Boundary Pass wie im Folgenden beschrieben.
Die nördliche Grenze wird durch eine Linie vom East Point auf Saturna Island zum Alden Point auf Patos Island gebildet. Weiterhin ergibt sich die südwestliche Grenze aus einer Linie vom Point Fairfax auf Moresby Island zum Turn Point auf Stuart Island.
Im Nordwesten wird die Boundary Pass durch verschiedene Punkte auf den Inseln Saturna Island sowie Pender Island und auf Moresby Island begrenzt. Nach Südosten ergibt sich ihre Begrenzung durch Punkte auf Patos Island sowie Waldron Island und Stuart Island.
Nach dieser Definition geht die Boundary Pass an ihrem nördlichen Ende direkt in die Straße von Georgia über. Am südlichen Ende ist sie nicht direkt, sondern über die Haro-Straße mit der Juan-de-Fuca-Straße verbunden.
In verschiedenen anderen Definitionen wird die Boundary Pass in die Beschreibung der Haro-Straße miteinbezogen.

## Geschichte
1846 wurde mit dem sogenannten Oregon Treaty die Grenze zwischen den USA und Großbritannien, entlang des 49. Breitengrades, in der Mitte des Kanals, welcher den Kontinent von Vancouver Island trennt, und in der Mitte der Juan-de-Fuca-Straße bis zum Pazifischen Ozean festgelegt. Durch die vielen dort gelegenen Inseln gibt es zwei Wasserstraßen, die durch die Mitte des Kanals führen, zum einen die Haro Strait, mit ihrer Fortsetzung in der Boundary Pass, westlich der San Juan Islands und zum zweiten die Rosario Strait entlang der Ostseite der Inselgruppe. Um den genauen Verlauf der Grenze brach 1859 ein „Krieg“ zwischen Großbritannien und den Vereinigten Staaten von Amerika aus, der Schweinekonflikt.

## Klima
Das Klima und die Wassertemperaturen in der Boundary Pass entsprechen grundsätzlich dem des umliegenden Gebiets der Straße vom Georgia, der Juan-de-Fuca-Straße sowie der Rosario-Straße. Nach der Klimaklassifikation nach Köppen ist das Klima mediterran (Csb).